# Sociologia del lavoro
La sociologia del lavoro ha come oggetto di studio il mercato del lavoro e tutte le problematiche ad esso associate. 

## Metodologia di ricerca
I principali studi di sociologia del lavoro ci arrivano da oltreoceano, come quelli di Mark Granovetter sull'allocazione dei posti di lavoro attraverso l'uso dei legami deboli o dei legami forti nei due famosi articoli del 1973 e 1974, rispettivamente The Strength of Weak Ties; e Gettin a Job: a study of contacts and careers [Granovetter, 1973 e 1974], gli studi sul management e sulle organizzazioni del lavoro: dal taylor-fordismo alla società dei servizi [Butera, 2007].
La sociologia del lavoro si trova strettamente connessa alla sociologia dell'organizzazione ed alla sociologia economica, in quanto con esse condivide uno degli ambiti principali di interessa per la ricerca: il lavoro. 
La Sociologia del lavoro è una dimensione importante della Sociologia, perché analizza con metodi quantitativi attraverso l'impiego della statistica [Goldthorpe 2002] e qualitativi (soprattutto il metodo dei work-place studies), il mercato del lavoro e le relazioni sociali che in esso si generano.
L'obiettivo principale è di studiare i fenomeni socialmente rilevanti e di trovare, dove possibile, soluzioni pratiche per le problematiche relative al lavoro. Importanti studi sono stati svolti circa la condizione dei giovani e delle donne nel mercato del lavoro (fu l'ex ministro alle pari opportunità Laura Balbo, sociologa, a utilizzare il concetto di doppia presenza per descrivere la situazione femminile nella società del dopo guerra fino agli anni recenti), con particolare attenzione al fenomeno del "precariato" con la diffusione di lavori atipici, quali: lavoro part-time, lavoro a progetto, contratti a tempo determinato, lavoro occasionale e così via. [Reyneri, 2005; Saraceno 2003].
Importanti sono stati i contributi di Chiara Saraceno sullo studio della povertà in Italia, attraverso analisi attente di tipo sociologico e giuridico, a seguito della promulgazione della legge 30 (legge Biagi) sugli effetti delle normative legate alle agevolazioni per le lavoratrici madri e per i padri. 
Importante oggetto di analisi della sociologia del lavoro è anche la questione della migrazione economica, e quindi tutte le problematiche relative all'accesso e all'inserimento nel mercato del lavoro del contesto di inserimento. Solitamente la sociologia del lavoro è affiancata in modo molto forte dagli studi sulle professioni, quindi su determinate categorie di lavoratori e sullo studio dei percorsi di carriera.
In questo senso la Sociologia del lavoro si trova ad intrecciare le sue analisi con la sociologia delle migrazioni, gli studi di genere e con il diritto del lavoro.